# Mito de criação

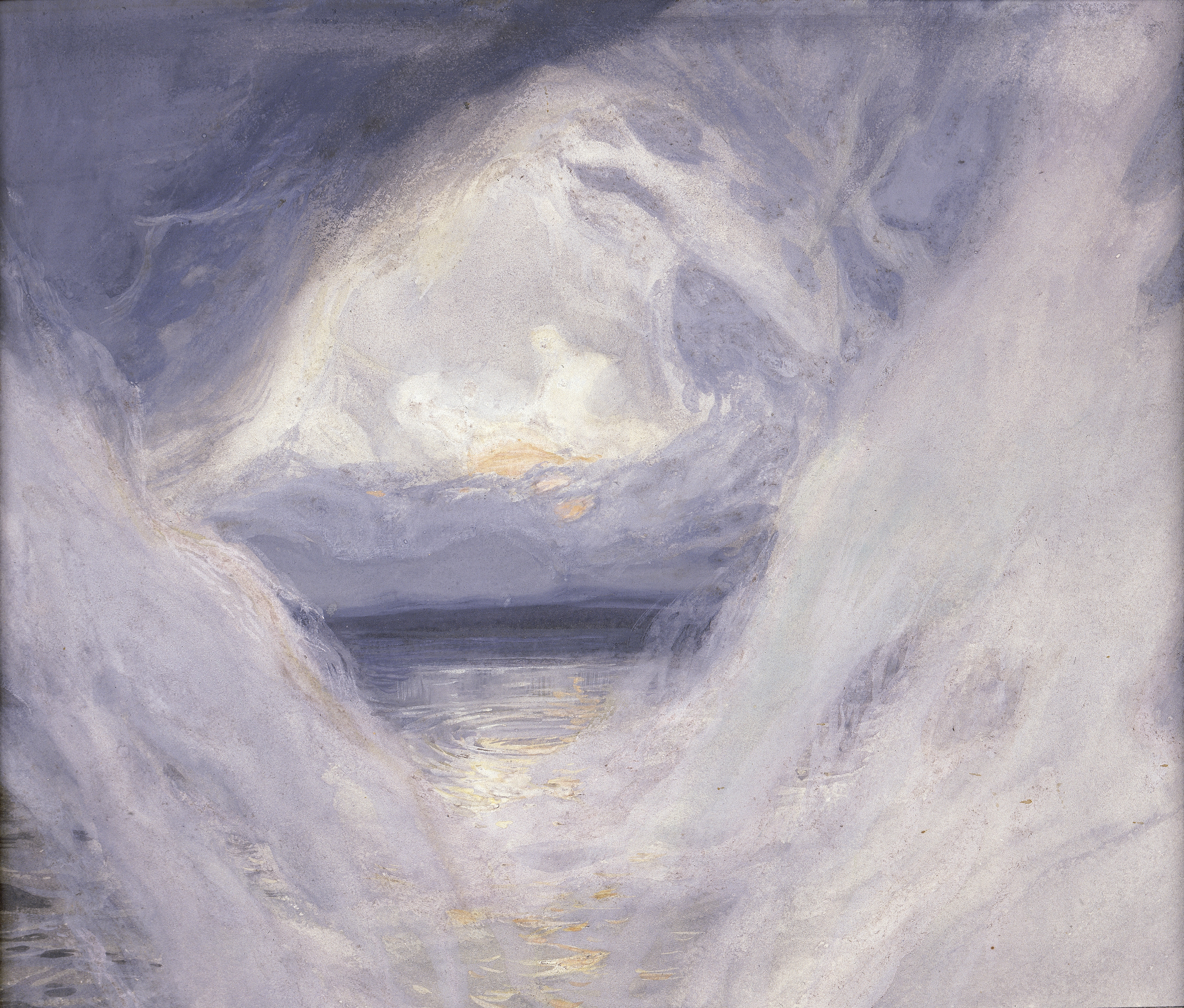
A Criação (c. 1896–1902) por James Tissot

Um mito de criação é uma narrativa simbólica pertencente a uma cultura, tradição ou povo, que descreve os seus mais remotos inícios, como o mundo, tal como conhecem, se iniciou e como eles primeiro surgiram nele.
Mitos de criação foram desenvolvidos nas tradições orais, e a forma mais comum de mito encontrada na cultura humana. Nas sociedades em que são contadas, os mitos de criação geralmente são vistos como portadores de verdades profundas, embora não necessariamente num sentido histórico ou literal.
Comumente, embora não sempre, são considerados mitos cosmogônicos - isto é, que descrevem a ordenação do cosmo a partir de um estado de caos ou amorfia. Frequentemente são considerados relatos sagrados, e podem ser encontrados em quase todas as religiões conhecidas.